# Природный заповедник Моколоди
Природный заповедник Моколо́ди (англ. Mokolodi Nature Reserve) — небольшой частный природный заповедник в Ботсване, в 10 км от столицы Ботсваны Габороне. Открыт в 1994 году, принадлежит Фонду дикой природы Моколоди.
Площадь заповедника около 30 км². На территории проживает множество редких африканских животных, включая белых носорогов.